# Antonio Lauro
Pour les articles homonymes, voir Lauro (homonymie).
Antonio Lauro (né le 3 août 1917 à Ciudad Bolívar, mort le 18 avril 1986 à Caracas) était un guitariste et compositeur vénézuélien, considéré comme l'un des plus brillants compositeurs pour guitare classique d'Amérique du Sud du XXe siècle.

## Biographie
Le père d'Antonio Lauro, un immigré italien, était un coiffeur sachant chanter et jouer de la guitare, aussi il enseigna à son fils ce qu'il pouvait, mais mourut alors qu'Antonio était encore enfant. Après le déménagement de la famille à Caracas, Lauro poursuivit ses études de musique (piano, composition) au Conservatoire Supèrior de musique José Ángel Lamas, où le célèbre compositeur Vicente Emilio Sojo (1887-1974) était un de ses professeurs. Un concert de 1932 exécuté par Agustín Barrios Mangoré, le légendaire guitariste et compositeur paraguayen, impressionna tellement le jeune Lauro (déjà un guitariste folklorique accompli) qu'il fut persuadé d'abandonner le piano et le violon en faveur de la guitare. À partir de 1933, Lauro étudia avec Raúl Borges (1888-1967), qui lui enseigna le répertoire traditionnel de guitare classique. Les dix années suivantes, les élèves de Borges furent augmentés de Rodrigo Riera, José Rafael Cisneros, et Alirio Diaz. Ces collègues, particulièrement Díaz, furent plus tard responsables de la révélation des travaux de Lauro à une audience internationale étonnée, présentant ces travaux inconnus aux guitaristes tels Andrés Segovia et John Williams.
Comme de nombreux Sud-américains de sa génération, Lauro était un fervent nationaliste culturel, déterminé à secourir et célébrer l'héritage musical de sa nation. Comme membre du Trio Cantores del Trópico en 1935-1943 (Lauro chanta comme basse en jouant de la guitare et du cuatro), il effectua des tournées dans les pays voisins pour leur présenter la musique vénézuélienne. Lauro était particulièrement attiré par les myriades de valses créées le siècle précédent par des compositeurs nationaux accomplis tels que Ramón Delgado Palacios (1867-1902). Mélodieux sans faille, alternativement mélancolique et éclatant, avec une utilisation caractéristique d'une syncope (créée par une hémiole dans laquelle deux mesures en 3/4 deviennent une simple mesure en 3/2), une telle musique était précisément la sorte de terreau de musique folklorique que Smetana, Béla Bartok ou Granados ont élevé en art national en Europe.
Un concert dont le programme était entièrement composé de telles valses, par le célèbre pianiste Evencio Castellanos (1914-1984) convainquit Lauro que la guitare pouvait également avoir des pièces comparables dans son répertoire. Parmi ses premiers travaux dans ce style figuraient les pièces connues plus tard sous les noms de Tatiana, Andreina, et Natalia, composées entre 1938 et 1940 ; leur succès populaire instantané lui en inspira d'autres. En complément de ses pièces pour guitare, Lauro composa de nombreuses œuvres pour orchestre, chœur, piano et voix; Beaucoup d'entre elles demeurent non publiées. Il expérimenta occasionnellement les techniques modernes de composition, mais la majeure partie de ses musiques pour guitare reste essentiellement sur la Calle Real (route principale), une expression utilisées par les musiciens de la génération de Lauro en référence à une ligne droite et directe, sans détours harmoniques.
En 1951-1952, l'armée junta du général Marcos Pérez Jiménez emprisonna Lauro pour sa croyance aux principes de la démocratie. Lauro enterra plus tard cette expérience, disant à ses amis que la prison était une étape commune dans la vie d'un Vénézuélien de sa génération. Il continua de composer même en prison, et après sa libération recommença immédiatement à se produire avec un trio professionnel de guitare classique, le fraîchement créé “Trio Raúl Borges”. Durant la décennie suivante, les compositions de Lauro furent publiées, enregistrées et exécutées de par le monde, et ses contributions à la vie musicale nationale furent reconnues de partout. Lauro a été nommé professeur de guitare dans plusieurs écoles réputées dont le Conservatoire Juan José Landaeta, et nommé président de l'Orchestre Symphonique vénézuélien. Malgré sa modestie insistante d'affirmer qu'il était plus compositeur qu'interprète, ses amis le persuadèrent d'embarquer pour une tournée de concerts solo qui commença au Venezuela et aboutit à une triomphante performance à Londres au Wigmore Hall. Peu de temps avant sa mort en 1986, il fut présenté avec le Premio Nacional de Música, la récompense artistique la plus élevée de son pays.

## Travaux populaires
Seis por derecho : un joropo, sous-titré « al estilo del arpa venezolana » (« dans le style de la harpe vénézuélienne »), est une extraordinaire version de cette énergique danse régionale. Comme les vals venezolano, le joropo utilise beaucoup l'hémiole, dans ce cas une alternance de 6/8 et de 3/4. Le titre de ce travail provient de llaneros (habitants des plaines vénézuéliennes llanos) [...]. Les quatre pièces suivantes sont des valses venezolanos (valses vénézuéliennes) : María Carolina, publiée seulement en 1983, du nom d'une des nièces du compositeur. El Marabino (un synonyme du plus commun maracucho) en référence à un natif de Maracaibo, une importante ville où Lauro lui-même a vécu quelque temps. Lauro raconta même une fois à un de ses élèves Luis Zea qu'il baptisa une nouvelle pièce Maria Luisa d'après le nom de sa femme, et que la pièce était aussi difficile qu'elle ; une remarque qui provoqua plus tard un fou-rire à Señora Lauro. En fait, c'est un travail très romantique, la seconde partie étant inspirée de la Valse en La dièse majeur, Op. 69, No. 1 de Frédéric Chopin. Angostura, qui est l'ancien nom de Ciudad Bolívar, le lieu de naissance de Lauro.
Lauro écrivit une impressionnante Suite Venezolana, constituée de Registro (Prélude), Danza Negra, Canción, et Vals, durant son emprisonnement en 1951-52. Le premier mouvement curieusement baptisé Registro, fait référence à une sorte d'improvisation (registrar) qu'un musicien devrait exécuter pour se chauffer ou pour explorer un instrument nouveau ou inhabituel; il est donc équivalent au terme italien ricercare utilisé à l'origine à la Renaissance. Lauro utilisa le même titre pour le premier mouvement de sa Suite para piano. La Danza negra est une pièce très difficile, fréquemment sélectionnée comme défi principal ou final dans les concours internationaux de guitare, demandant non seulement une grande technique, mais également une solide maîtrise des rythmes complexes vénézuéliens. Il s'agit principalement d'une danse afro-vénézuélienne, qui reprend une chanson folklorique vénézuélienne du nom de San Pedro; une autre chanson populaire, La Tumba, est reprise dans les deux derniers mouvements, une typique canción de serenata (sérénade) et une vals. En 1971 Lauro écrivit la valse El niño, en hommage à son fils aîné, Leonardo.
Les premières trois valses de Four Valses Venezolanos furent composées en Équateur en 1938-40, pendant que Lauro y était en tournée avec le Trio Cantores del Trópico; des années plus tard, après que les pièces aient été publiées, Lauro décida de les baptiser des noms respectivement de sa nièce Tatiana, sa sœur Andreina, et sa propre fille Natalia. La dernière est de loin l'œuvre la plus connue de Lauro, communément appelée Vals criollo (le titre sous lequel elle fut enregistrée par Andrés Segovia), ou encore Vals No.3 (le titre sous lequel elle fut publiée en 1963). La quatrième valse, Yacambú, est un rondo avec de curieux chromatismes et harmonies inattendues; elle fut baptisée du nom d'une région montagneuse pittoresque du Venezuela occidental.
El Negrito (en référence à son plus jeune fils Luis Augusto) et La Gatica (le chaton, un surnom pour sa femme) furent publiées ensemble en 1984; elles étaient destinées à être jouées de pair. Tríptico consiste en trois pièces en Mi mineur que le compositeur a rassemblées pour se conformer à la demande d'Andrés Segovia. La première d'entre elles, Armida, est une canción contemplative, appelée ainsi d'après le nom de sa sœur. Madrugada ("avant l'aube") est une étude des appoggiatures inspirée d'un des quelques travaux originaux pour guitare de Sojo. Lauro composa cette pièce en 1974, peu de temps avant la mort de son tant aimé maestro. La Negra était le surnom de sa nièce Armida, la fille de sa sœur du même nom; cette petite valse fut composée en août 1976.
Variaciones Sobre Una Canción Infantil sur laquelle figure la mention "Hommage to the guitarists of the XIX Century", c'est-à-dire un hommage aux guitaristes Sor, Giuliani, Carcassi, et d'autres de leur génération qui aimaient le style "thème puis variations". La première moitié de cette mélodie est une chanson infantile Palomita Sentada, mais la seconde partie a été créée par Lauro, qui trouva la petite chanson trop brève pour être développée avec succès. Carora devint une des pièces favorites du virtuose Alirio Díaz; quand Lauro l'invita à baptiser cette pièce, Díaz choisit le nom de sa ville d'origine (et celle de son ami Rodrigo Riera), une ville dans l'État de Lara), dans l'Ouest du Venezuela.

## Héritage
Les travaux d'Antonio Lauro ont longtemps été très populaires parmi les guitaristes du monde entier, même s'il y eut peu d'enregistrements consacrés uniquement à lui. Cependant, quelques enregistrements de John Williams et David Russell, d'une façon très semblable à ce qu'ils ont fait pour Agustín Barrios Mangoré, ayant placé la renommée de Lauro à la hauteur de son mérite. John Williams est cité comme ayant à juste titre désigné Lauro le « Strauss de la guitare. »